# Lucien
Lucien [ly.sjɛ̃] ist ein französischer männlicher Vorname.

## Herkunft und Bedeutung
→ Hauptartikel: Lucian
Der Name ist abgeleitet vom römischen Cognomen Lucianus, der seinerseits vom römischen Vornamen Lucius abgeleitet war. Der Name geht auf das lateinische lux „Licht“ zurück und bedeutet „der am Tag Geborene“.
Der Name ist vor allem im französischsprachigen Raum verbreitet.

## Namensträger

### Vorname
- Lucien von Monaco (1481–1523), Herrscher von Monaco (1505–1523)
- Lucien Emile Abry (1863–1937), Schweizer Dekorationsmaler, Bildnisse und Genrebilder.
- Lucien Adrion (1889–1953), französischer Maler
- Lucien Agoumé (* 2002), kamerunisch-französischer Fußballspieler
- Lucien Aimar (* 1941), französischer Radrennfahrer
- Lucien Baker (1846–1907), US-amerikanischer Politiker
- Lucien Ballard (1904–1988), US-amerikanischer Kameramann
- Lucien Banks (1940–1965), US-amerikanischer Boxer
- Lucien Bersot, (1881–1915), französischer Soldat und Opfer der Militärjustiz
- Lucien Bianchi (1934–1969), belgischer Autorennfahrer
- Lucien Bonaparte (1775–1840), französischer Politiker und Autor
- Lucien Buysse (1892–1980), belgischer Radrennfahrer
- Lucien Clergue (1934–2014), französischer Fotograf, Autor und Filmemacher
- Lucien Cuénot (1866–1951), französischer Biologe, Zoologe und Genetiker
- Lucien Dautresme (1826–1892), französischer Politiker und Komponist
- Lucien Favre (* 1957), Schweizer Fußballspieler und -trainer
- Lucien Emile Francqui (1863–1935), belgischer Afrikaforscher und Staatsmann
- Lucien Gagnier (1900–1956), kanadischer Flötist
- Lucien Goldmann (1913–1970), französischer Philosoph und Literaturtheoretiker
- Lucien Hussel (1889–1967), französischer Politiker und Résistant
- Lucien Juanico (1923–2020), französischer Musiker
- Lucien Laviscount (* 1992), britischer Schauspieler
- Lucien Lévy-Bruhl (1857–1939), französischer Philosoph und Ethnologe
- Lucien Lévy-Dhurmer (1865–1953), französischer Maler und Töpfer
- Lucien Lux (* 1956), luxemburgischer Politiker
- Lucien Malson (1926–2017), französischer Jazzjournalist und Autor
- Lucien Monsi-Agboka (1926–2008), Bischof von Abomey in Benin
- Lucien Muller (* 1934), französischer Fußballspieler und -trainer
- Lucien Neuwirth (1924–2013), französischer Politiker
- Lucien Nicolet (Luciano; * 1978), chilenischer Musikproduzent
- Lucien Petit-Breton (1882–1917), französischer Radrennfahrer
- Lucien Wercollier (1908–2002), luxemburgischer Bildhauer

### Familienname
- Jon Lucien (1942–2007), US-amerikanischer Jazz-Sänger